# Krzysztof Baszczyński
Krzysztof Baszczyński (* 3. Februar 1953 in Łódź) ist ein polnischer Politiker des Sojusz Lewicy Demokratycznej (Bund der Demokratischen Linken).
Er schloss ein Studium am Warschauer Państwowy Instytut Pedagogiki Specjalnej (Institut für Spezialpädagogik) ab. Er war Mitglied des Sejm von der zweiten (1993 bis 1997) bis zur vierten Legislaturperiode (2001 bis 2005). Bei der Wahl 2005 trat er nicht an.
Krzysztof Baszczyński ist verheiratet.